# Ryan Vargas
Ryan Vargas (2 de enero de 1998) es un deportista estadounidense que compite en judo. Ganó una medalla de bronce en el Campeonato Panamericano de Judo de 2018, en la categoría de –66 kg.

## Palmarés internacional
| Campeonato Panamericano | Campeonato Panamericano | Campeonato Panamericano | Campeonato Panamericano |
| Año                     | Lugar                   | Medalla                 | Categoría               |
| ----------------------- | ----------------------- | ----------------------- | ----------------------- |
| 2018                    | San José (Costa Rica)   | Medalla de bronce       | –66 kg                  |